# NGC 3051
NGC 3051 је елиптична галаксија у сазвежђу Шмрк (Пумпа) која се налази на NGC листи објеката дубоког неба.
Деклинација објекта је - 27° 17' 10" а ректасцензија 9h 53m 58,4s. Привидна величина (магнитуда) објекта NGC 3051 износи 11,8 а фотографска магнитуда 12,8. NGC 3051 је још познат и под ознакама ESO 499-16, MCG -4-24-4, PGC 28536.